# Stronie Śląskie (gmina)

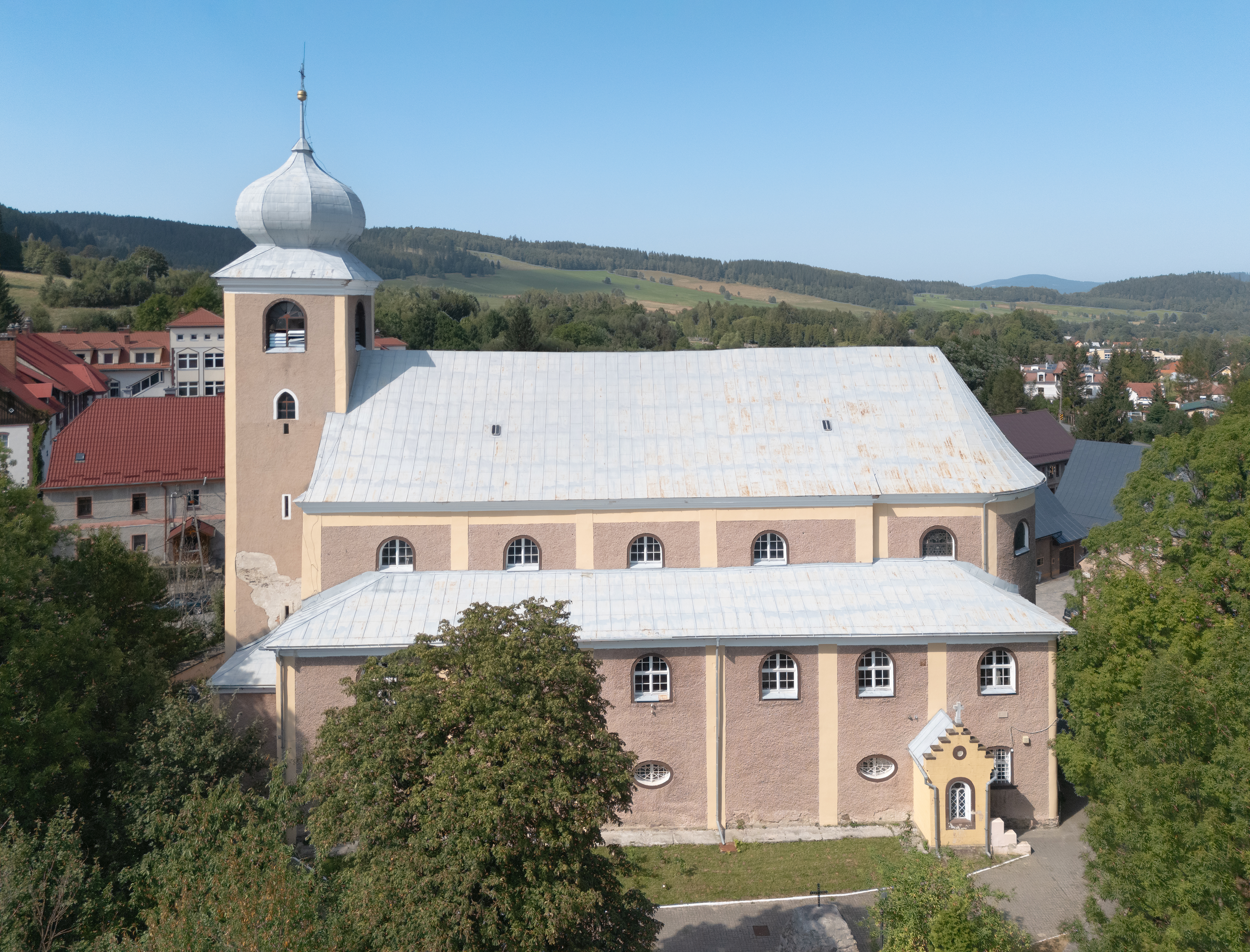
Kościół Matki Bożej Królowej Polski i św. Maternusa w Stroniu Śląskim

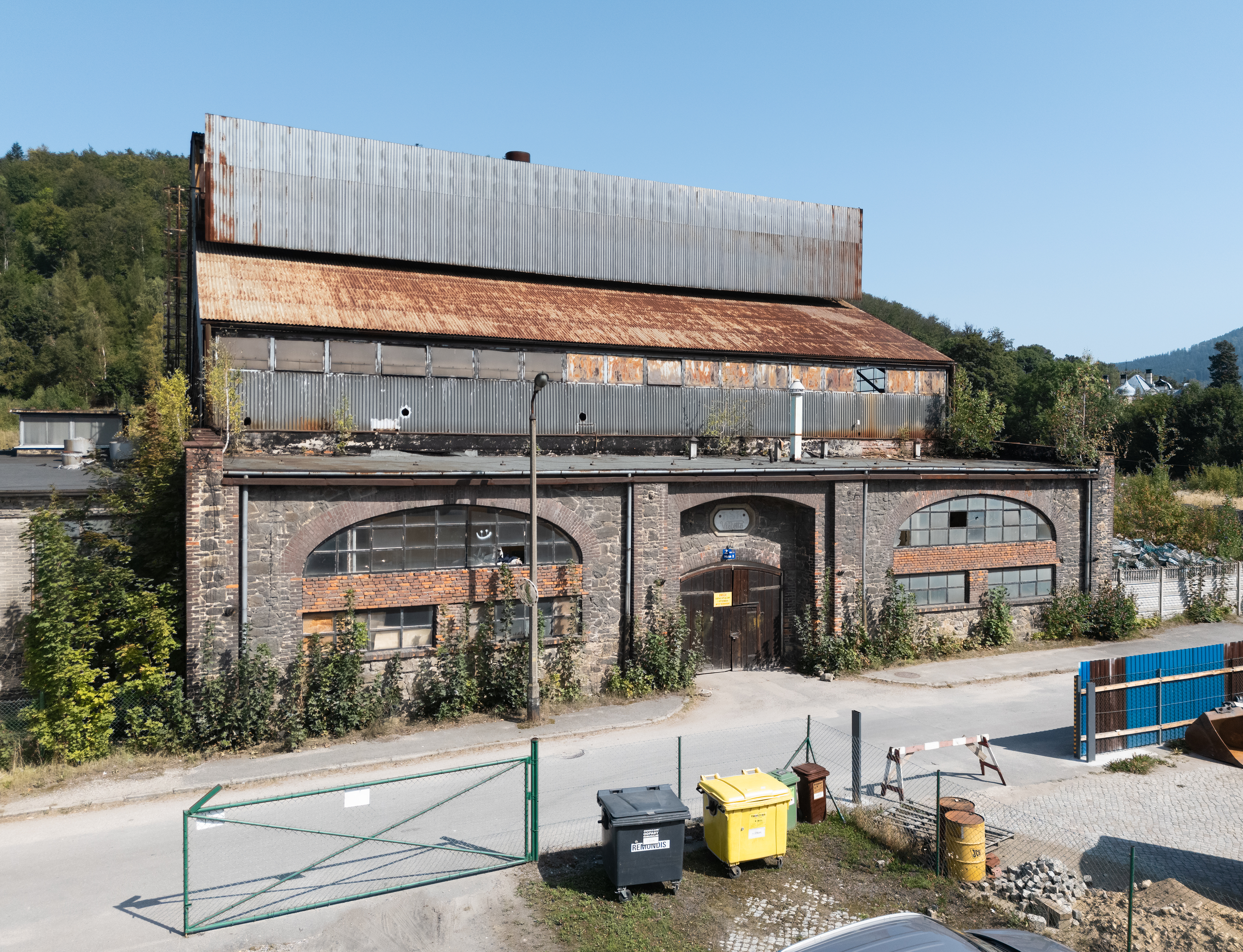
Budynek dawnej huty szkła

Stronie Śląskie – gmina w Polsce położona w województwie dolnośląskim, w południowo-wschodniej części powiatu kłodzkiego.
Powierzchnia gminy wynosi 146,42 km², z czego 77% to użytki leśne, a 23% użytki rolne. Zamieszkuje ją 7821 mieszkańców. Gęstość zaludnienia wynosi 53 mieszkańców na 1 km² (2004). Gmina leży w dużej części na terenie Śnieżnickiego Parku Krajobrazowego, na krańcu ziemi kłodzkiej, między Górami Złotymi i Bialskimi a Masywem Śnieżnika.

## Polityka i administracja

### Władze gminy
Stronie Śląskie wraz z otaczającym je obszarem wiejskim tworzą gminę, posiadającą status gminy miejsko-wiejskiej. Rada gminy liczy 15 radnych. Siedzibą władz gminy jest pałac Marianny Orańskiej, znajdujący się w Stroniu Śląskim przy ulicy Kościuszki 55.
Burmistrzowie Stronia Śląskiego (od 1990):
- 1990–1994: Janusz Lignarski
- 1994–2018: Zbigniew Łopusiewicz
- od 2018: Dariusz Chromiec

Mieszkańcy gminy Stronie Śląskie wybierają parlamentarzystów do Sejmu z okręgu wyborczego Wałbrzych, a do Senatu z okręgu wyborczego dzierżoniowsko-kłodzko-ząbkowickiego, zaś posłów do Parlamentu Europejskiego z dolnośląsko-opolskiego okręgu wyborczego z siedzibą we Wrocławiu.

### Podział administracyjny
W skład gminy wchodzi miasto Stronie Śląskie i 14 wsi:
- Bielice
- Bolesławów
- Goszów
- Janowa Góra
- Kamienica
- Kletno
- Młynowiec
- Nowa Morawa
- Nowy Gierałtów
- Sienna
- Stara Morawa
- Stary Gierałtów
- Strachocin
- Stronie-Wieś

oraz zanikające przysiółki: Rogóżka, Klecienko, Nowa Biela, Sucha Góra i Popków.
Od wschodu i południa gmina graniczy z Czechami, od zachodu z gminą Bystrzyca Kłodzka i Międzylesie zaś od północy z uzdrowiskową gminą Lądek-Zdrój.

## Demografia

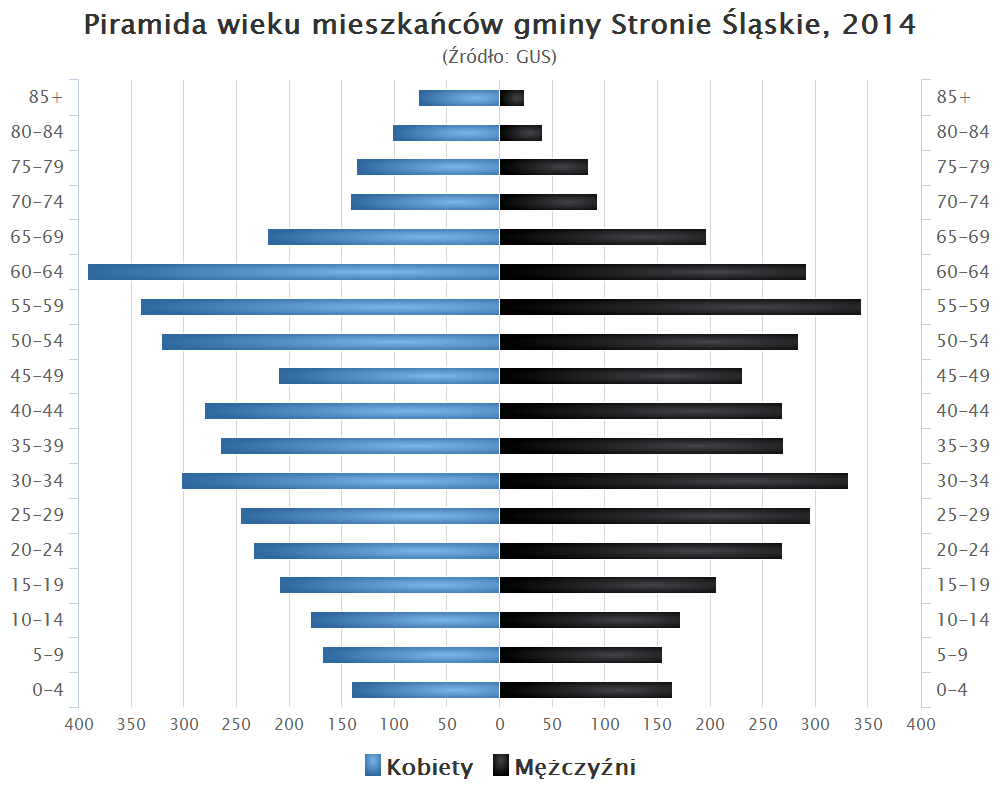
Piramida wieku mieszkańców gminy Stronie Śląskie w 2014 roku

## Ochrona przyrody
Na obszarze gminy znajdują się następujące rezerwaty przyrody:
- rezerwat przyrody Jaskinia Niedźwiedzia – chroni unikalną jaskinię z bogatą szatą naciekową i znaleziskami kostnymi zwierząt plejstoceńskich oraz drzewostany z rzadkimi gatunkami runa;
- rezerwat przyrody Nowa Morawa – chroni stanowisko cennej rodzimej odmiany świerka;
- rezerwat przyrody Puszcza Śnieżnej Białki – chroni fragment pierwotnego lasu naturalnego o charakterze puszczańskim w piętrze reglowym;
- częściowo rezerwat przyrody Śnieżnik Kłodzki – chroni najwyższe wzniesienie w Sudetach Wschodnich z roślinnością zielną, reprezentującą resztki elementu karpackiego w Sudetach.

Gmina posiada także jedyne w całym powiecie użytki ekologiczne:
- Biała Marianna[7][8] – chroniący nieczynne wyrobiska na górze Krzyżnik z bogatą roślinnością kserotermiczną, leśną i wodno-błotną.
- Rogóżka[9][10] – chroniący nieczynny kamieniołom wapienia z bogatą roślinnością naskalną, a także siedliska buczyn storczykowych i łąk konietlicowych.

## Atrakcje turystyczne
- Jaskinia Niedźwiedzia w Kletnie i Wapiennik
- Wapiennik Łaskawy Kamień w Starej Morawie
- Huta Szkła Kryształowego „Violetta” w Stroniu Śląskim
- Muzeum Ziemi w Kletnie
- Muzeum Minerałów w Stroniu Śląskim
- Stara sztolnia uranowa w okolicy Kletna
- Zbiornik rekreacyjno-retencyjny w Starej Morawie
- Wyciągi narciarskie: Bielice, Nowa Morawa, Nowy Gierałtów, Kamienica, Sienna („Czarna Góra”)

## Komunikacja
1 stycznia 2024 Gmina uruchomiła na swoim obszarze komunikację miejską. Wykonawcą przewozów została firma „Manikar” Jan Zaucha i Synowie sp.j. Przewozy realizowane są przez cały tydzień na liniach ze Stronia Śląskiego do Bielic przez Goszów, Stary i Nowy Gierałtów, do Kletna przez Starą Morawę, Bolesławów oraz do Siennej (2 kursy na każdej linii).